# 交響曲第8番 (ヴォーン・ウィリアムズ)
交響曲第8番ニ短調は、レイフ・ヴォーン・ウィリアムズが1953年から1955年にかけて作曲した交響曲である。前作『南極交響曲』（第7番）や最後の交響曲となった第9番と比較すると、やや小規模で古典的でもあり、いくらか気楽さやユーモアを感じさせる作品である。
初演は1956年5月2日にマンチェスターで、この曲を献呈されたジョン・バルビローリ指揮のハレ管弦楽団によって行われた。

## 楽器編成
フルート2（第2奏者はピッコロ持ち替え）、オーボエ2、クラリネット2、ファゴット2（第2楽章のみ第3奏者も：任意）、ホルン2、トランペット2、トロンボーン3、ティンパニ、打楽器（奏者5：トライアングル、シンバル、大太鼓、小太鼓、ヴィブラフォン、シロフォン、グロッケンシュピール、チューブラーベル、音程のあるゴング）、チェレスタ、ハープ（第2奏者は任意）、弦五部
ゴングについて、「不可欠でないが非常に望ましい。プッチーニの『トゥーランドット』に使われるのと同じもの」と注記されている。

## 楽曲構成
4楽章からなる。全曲で約26分半 (順に 10.00, 3.45, 7.45, 5.00 の指定あり)。ヴォーン・ウィリアムズの交響曲のうち、大音量で終結するのは第4番とこの第8番だけである。
- 第1楽章「ファンタジア（主題のない変奏曲）」　Fantasia (Variazioni senza tema)

ニ短調。変則的な変奏曲形式。作曲者は後に「主題を探す7つの変奏」と述べている。
- 第2楽章「行進曲風スケルツォ（管楽器のために）」　Scherzo alla marcia (per stromenti a fiato)

ハ短調。管楽器のみによる楽章。アレグロ・アラ・マルチャ、4分の2拍子の主部の間に、アレグレット、8分の6拍子のトリオをはさむ三部形式。
- 第3楽章「カヴァティーナ（弦楽器のために）」　Cavatina (per stromenti ad arco)

ホ短調。弦楽合奏のみによる緩徐楽章。レント・エスプレッシーヴォ、4分の4拍子。
- 第4楽章「トッカータ」　Toccata

ニ長調 / ニ短調。モデラート・マエストーソ、4分の3拍子。多彩な打楽器が活躍する。終楽章らしく頂点を築き、歓喜の中に全曲を閉じる。